# I. e. 28
Évszázadok: i. e. 2. század – i. e. 1. század – 1. század
Évtizedek: i. e. 70-es évek – i. e. 60-as évek – i. e. 50-es évek – i. e. 40-es évek – i. e. 30-as évek – i. e. 20-as évek – i. e. 10-es évek – i. e. 1-es évek – 1-es évek – 10-es évek – 20-as évek
Évek: i. e. 33 – i. e. 32 – i. e. 31 – i. e. 30 –  i. e. 29 – i. e. 28 – i. e. 27 – i. e. 26 – i. e. 25 – i. e. 24 – i. e. 23

## Események

### Róma
- Caius Iulius Caesar Octavianust (hatodszor) és Marcus Vipsanius Agrippát (másodszor) választják consulnak.
- Agrippa feleségül veszi Octavianus unokahúgát, Claudia Marcella Maiort.
- Octavianus i. e. 69 óta először tart népszámlálást: 4 063 000 római polgárt írnak össze.
- Felszentelik Apollo Palatinus templomát.
- A szenátus imperium maius (főparancsnok) címet adományoz Octavianusnak.
- Heródes felesége kivégeztetése után visszavonul a sivatagba gyászolni és megbetegszik. Anyósa, Alexandra a távollétében megpróbálja átvenni a hatalmat Jeruzsálem erődjei fölött, de a parancsnok értesíti Heródest, aki megöleti Alexandrát.

## Halálozások
- Alexandra, II. Hürkanosz júdeai király lánya, Heródes anyósa

## Fordítás
- Ez a szócikk részben vagy egészben  a(z)   28 av. J.-C. című francia Wikipédia-szócikk ezen változatának fordításán alapul.  Az eredeti cikk szerkesztőit annak laptörténete sorolja fel. Ez a jelzés csupán a megfogalmazás eredetét és a szerzői jogokat jelzi, nem szolgál a cikkben szereplő információk forrásmegjelöléseként.